# Kříž svobody
Kříž svobody (estonsky Vabadusrist) je nejvyšší estonské vojenské vyznamenání. Založeno bylo roku 1919. Jeho udílení bylo ukončeno v roce 1925, ale zůstala zachována možnost jeho budoucího obnovení v případě válečného konfliktu ohrožujícího nezávislost Estonska. Mohl být udělen občanům Estonska i cizím státním příslušníkům za služby během estonské osvobozenecké války.

## Historie

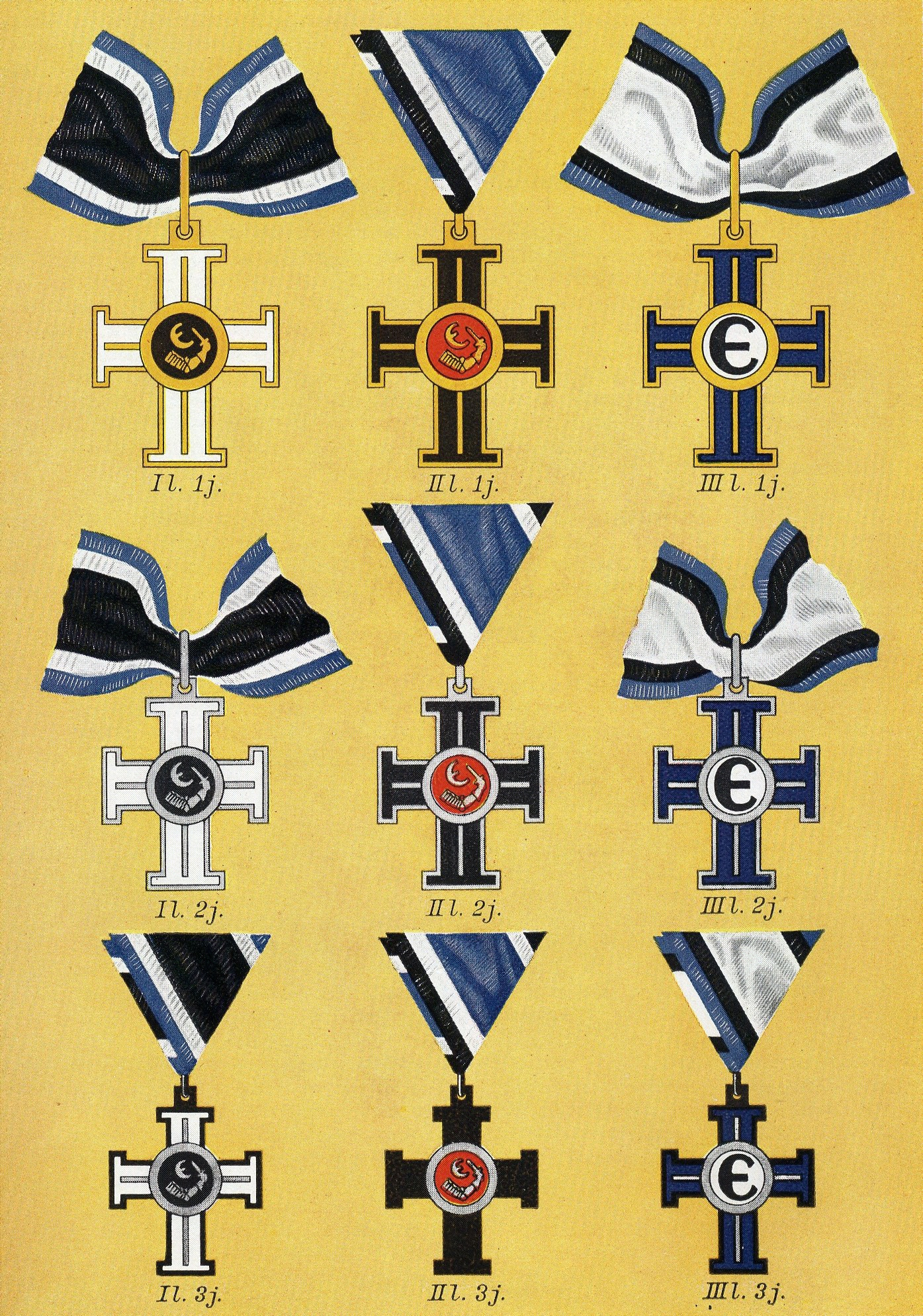
Insignie Kříže svobody

Toto vyznamenání bylo založeno dne 24. února 1919 předsedou vlády Konstantinem Pätsem na počest lidí, kteří sloužili během estonské osvobozenecké války. Podle zákona O udílení vyznamenání z 19. prosince 2007 je Kříž svobody nejvyšším estonským vojenským vyznamenáním.
Vzhled vyznamenání navrhl estonský umělec Peet Aren a předlohou mu byl podle heraldika Hannese Waltera finský Řád kříže svobody a kříž velmistrů Řádu německých rytířů. Barvy křížů i vlajek byly v souladu s barvami estonské státní vlajky.
Poprvé byl kříž udělen 2. srpna 1919, kdy jej obdrželo sedm příslušníků amerického Červeného kříže, kteří podporovali Estonsko ve válce za nezávislost. Dne 5. srpna 1919 bylo vyznamenání uděleno francouzské pevnosti Verdun za hrdinství jejích obránců během první světové války. Hromadně začal být kříž udílen od února 1920 bezprostředně po konci války o nezávislost. Vyznamenání bylo udíleno jak občanům Estonska, tak cizincům.
Celkem bylo uděleno 3 224 křížů. Devět lidí obdrželo toto vyznamenání třikrát. Dalších 76 lidí získalo toto vyznamenání dvakrát. I když oficiálně nemohl být jedné osobě udělen kříž totožné třídy a stupně vícekrát, kvůli chybám k tomu v několika případech došlo. Mezi oceněnými cizinci byl i Winston Churchill, který však odmítl ocenění převzít.
Zákonem z 19. června 1925 rozhodl estonský parlament o ukončení udílení tohoto vyznamenání. Jeho opětovné udílení je možné v případě, že Estonsko vstoupí do ozbrojeného konfliktu s vnějším nepřítelem, který by ohrožoval nezávislost Estonska. Poslední kříž byl předán 18. prosince 1925. Poslední držitel tohoto vyznamenání zemřel v roce 2000.

## Třídy
Řád je udílen ve třech stupních. Každý stupeň je dále udílen ve třech třídách.
- I. stupeň za vojenské velení
  - I. třída
  - II. třída
  - III. třída
- II. stupeň za osobní odvahu
  - I. třída
  - II. třída
  - III. třída
- III. stupeň za civilní službu
  - I. třída
  - II. třída
  - III. třída

## Insignie
Řádový odznak má tvar latinského kříže. Jeho vzhled i barvy se v jednotlivých stupních a třídách liší. Odznaky I. stupně jsou bíle smaltované. V případě I. třídy jsou zlaté, v nižších třídách jsou stříbrné. Uprostřed je kulatý černě smaltovaný medailon s vyobrazení obrněné paže se zvednutým mečem a písmenem E. Odznaky II. stupně jsou černě smaltované. V případě I. třídy jsou zlaté, v případě II. třídy jsou stříbrné a v případě III. třídy jsou z oxidovaného železa. Uprostřed v kulatém medailonu je stejný motiv jako v předchozím stupni, pouze pozadí medailonu je zde červeně smaltované. Odznaky III. stupně jsou modře smaltované. Kulatý středový medailon je bíle smaltovaný s písmenem E v černé barvě. Na zadní straně je nápis 24. II 1919.
Stuha ve všech stupních je kombinací černé, bílé a modré. Barvami tak odpovídá barvám estonské vlajky. V případě I. stupně je stuha černá s bílými a modrými proužky lemujícími oba okraje. V případě II. stupně je stuha modrá s bílými a černými proužky lemujícími oba okraje. V případě III. stupně je stuha bílá s černými a modrými proužky lemujícími oba okraje.